# Среднекуморское сельское поселение
Среднекуморское се́льское поселе́ние — муниципальное образование в Кукморском районе Татарстана Российской Федерации.
Административный центр — село Средний Кумор.

## История
Статус и границы сельского поселения установлены Законом Республики Татарстан от 31 января 2005 года № 27-ЗРТ «Об установлении границ территорий и статусе муниципального образования "Кукморский муниципальный район" и муниципальных образований в его составе».

## Население
| 2010  | 2011  | 2012  | 2013  | 2014  | 2015  | 2016  |
| ----- | ----- | ----- | ----- | ----- | ----- | ----- |
| 1126  | ↘1125 | ↘1104 | ↘1083 | ↘1060 | ↘1039 | ↗1054 |
| 2017  | 2018  |       |       |       |       |       |
| ↘1029 | ↘1013 |       |       |       |       |       |

## Состав сельского поселения
| № | Населённый пункт | Тип населённого пункта       | Население |
| - | ---------------- | ---------------------------- | --------- |
| 1 | Верхний Кумор    | деревня                      |           |
| 2 | Нижний Кумор     | деревня                      |           |
| 3 | Средний Кумор    | село, административный центр |           |
| 4 | Студёный Ключ    | деревня                      |           |